# Gisela Kaempffe-Sikora
Gisela Kaempffe-Sikora (* 1938 in Berlin) ist eine deutsche Diplomatin und war von 2000 bis 2003 Botschafterin der Bundesrepublik Deutschland im Libanon.

## Leben und Ausbildung
Kaempffe ist Nachfahrin der Gutsbesitzer von Wilschwitz bei Guben. Georg Kaempffe war ihr Großonkel. Ihr Vater, der ebenfalls Georg Kaempffe hieß, war Regierungsdirektor. Sie studierte Romanistik und Geschichte.
Sie lebt in Berlin.

## Werdegang
Seit 1966 ist Kaempffe im Auswärtigen Dienst. Sie vertrat die Bundesrepublik Deutschland zunächst im Auswärtigen Amt in Bonn, bis sie ihre erste Auslandsstation im Generalkonsulat in Barcelona antrat. Ihre nächsten Stationen führten sie an die deutsche Botschaft in Washington, an die deutsche Botschaft in Tel Aviv, an die deutschen Botschaft in Tokio, bis sie ihre Karriere als Botschafterin an der deutschen Botschaft im Libanon beendete. In ihrer Amtszeit wurde Elhanan Tannenbaum, ein israelischer Geschäftsmann, von der Hisbollah im Libanon entführt. Zunächst war keine Vermittlungsinitiative beim Gefangenenaustausch zwischen Israel und der Hisbollah von Deutschland geplant, kurze Zeit später starteten allerdings Verhandlungen unter Vermittlung Deutschlands. Im Januar 2004, nach der Pensionierung von Kaempffe-Sikora, kam es zum Gefangenenaustausch in Köln-Wahn. Ihre letzte Amtshandlung vor dem Ruhestand war die Unterzeichnung des deutsch-libanesischen Kulturabkommens (2003). Libanon wurde dabei vertreten durch Ghassam Salamé. Ihren Botschafterposten übergab sie an Günter Rudolf Knieß.